# Люцююй
Люцююй, также Люцюсюй (кит. 琉球嶼)  — остров в Южно-Китайском море, у юго-западного побережья острова Тайвань. Административно относится к уезду Пиндун. У восточной оконечности находится маяк.

## Люцю
В официальной истории династии Суй «Суй шу» в разделе «Восточные варвары» упоминается государство Люцю. По В. Н. Барышникову это небольшое царство находилось в юго-западной части острова Тайвань. М. Ф. Чигринский (1927—1999) высказывал предположение, которое поддерживается некоторыми учёными, что под названием Люцю скрывается целая группа островов между Китаем и Японией, и он носит собирательный характер. В последующие несколько эпох это название закрепилось за Тайванем, в разных источниках времен династии Тан его называют Люцю. Различали также Большой и Малый Люцю.